# Klausurtagung

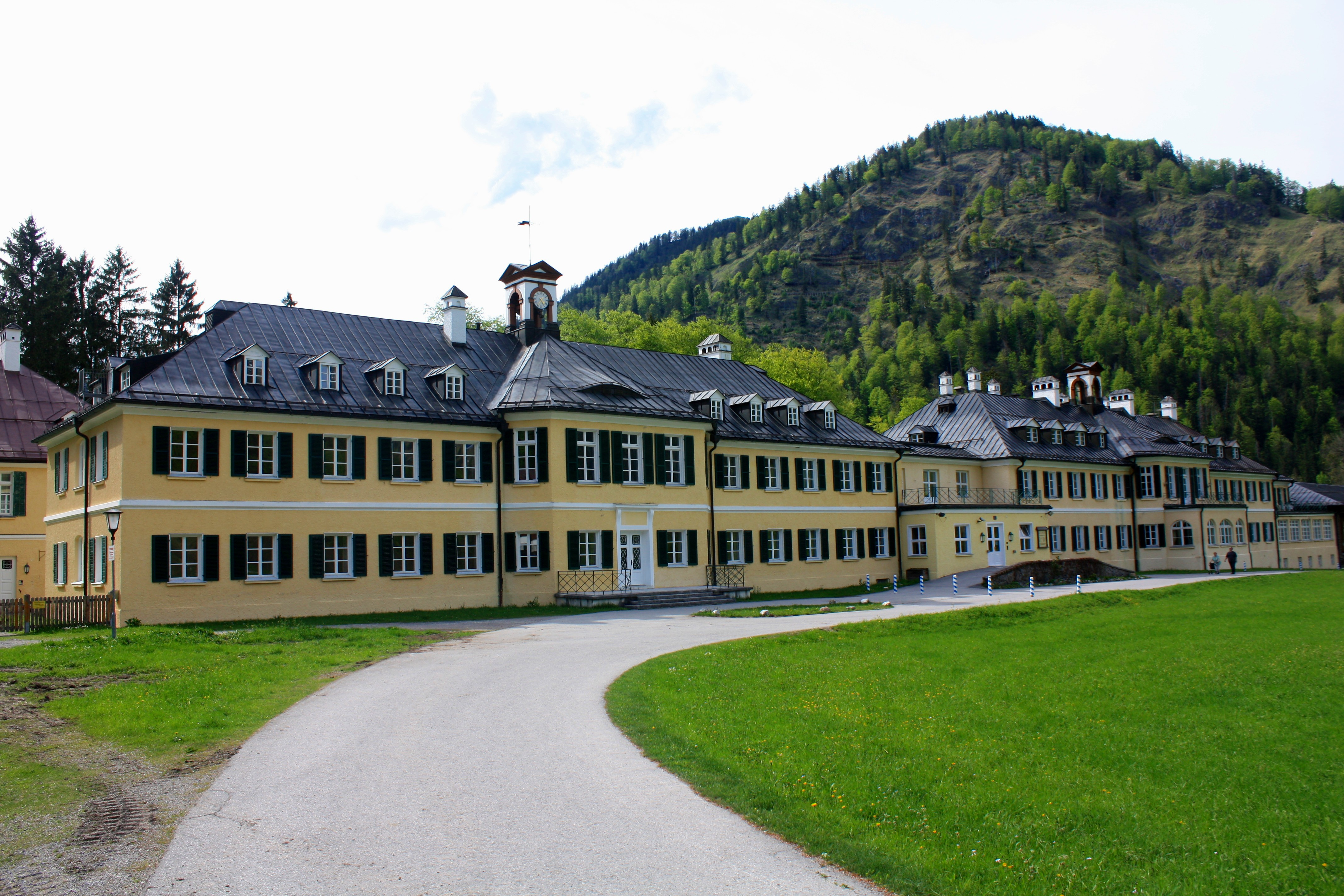
Von 1976 bis 2016 fanden die Klausurtagungen der CSU in Wildbad Kreuth statt.

Eine Klausurtagung oder Klausursitzung (von lat.: claudere „abschließen, verschließen“; PPP clausum) ist eine Tagung unter Ausschluss der Öffentlichkeit.
Bei einer Tagung in Klausur werden entweder gemeinsam oder in Gruppen, oft unter Anleitung eines Moderators, bestimmte Themenbereiche besprochen, die sich in der Regel auf das Arbeitsumfeld der Teilnehmer beziehen und zunächst nicht veröffentlicht werden sollen.
Klausurtagungen sind zum Beispiel bei politischen Parteien oder Führungskräften großer Organisationen zu festgesetzten Terminen, aber auch aus aktuellem Anlass üblich. Diese Tagungen werden nicht immer als solche bezeichnet, da sie nicht immer der Öffentlichkeit bekannt gegeben werden. In der Gruppenpsychologie sind sie ein wichtiges Element des Gruppenprozesses.